# Heart of Steel
Heart of Steel, född 30 maj 2014 i Nederländerna, är en nederländsk varmblodig travhäst. Han tränas och körs av Peter Untersteiner, verksam vid Halmstadtravet. Tidigare tränades han av Rob T. De Vlieger i Nederländerna.
Heart of Steel inledde karriären 2017. Han har till maj 2020 sprungit in 2,8 miljoner kronor på 48 starter varav 14 segrar, 12 andraplatser och 7 tredjeplatser. Han har tagit karriärens hittills största seger i Copenhagen Cup (2020).
Han har även segrat i Ahlsell Legends (2018), Klass I-final (nov 2018), Silverdivisionens final (maj 2019) och Europamatchen (2019). Han kom på andraplats i Prins Carl Philips Jubileumspokal (2019).